# Курбанов, Марат Аскиндерович
Марат Аскиндерович Курбанов (род. 13 мая 1988 года, Буйнакск, Дагестанская АССР, РСФСР, СССР) — российский спортсмен, представляющий бразильское джиу-джитсу и грэпплинг. Чемпион Европы по грэпплингу 2017 года. Обладатель коричневого пояса по бразильскому джиу-джитсу. Мастер спорта России.

## Биография
Родился 13 мая 1988 года в Буйнакске, Республика Дагестан. В 25 лет начал тренироваться в клубе DCC, впоследствии переименованном в Agate и ставшим одной из лучших команд по бразильскому джиу-джитсу и грэпплингу в России.
После нескольких лет тренировок получил коричневый пояс по бразильскому джиу-джитсу от Розимара Пальяриса.
В 2017 году победил на Чемпионате Европы по грэпплингу UWW в Сербии в категории до 92 кг, а также стал обладателем Кубка России.
В 2018 году стал чемпионом России по боевому самбо 2018 года в разделе «борьба» и получил звание мастера спорта по спортивной борьбе. Также стал серебряным призёром чемпионата Азии по грэпплингу ACB JJ.
В 2019 году выиграл чемпионат мира по бразильскому джиу-джитсу по версии ACB JJ (master 1 brown belt 95 кг).
В 2020 году стал серебряным призёром чемпионата России в городе Шали, уступив в финале Мухамеду Урусову и обладателем Кубка России по грэпплингу в категории до 92 кг.